# Bajt Adin
Bajt Adin (arab. بيت عدين) – miejscowość w Syrii, w muhafazie Aleppo. W 2004 roku liczyła 2722 mieszkańców.